# Крист, Чарли
Чарльз Джозеф «Чарли» Крист (англ. Charles Joseph «Charlie» Crist, Jr.; род. 24 июля 1956, Алтуна, Пенсильвания) — американский политик-демократ (с 2012 года), ранее представлявший Республиканскую партию (1974—2010). 44-й губернатор штата Флорида (2007—2011), член Палаты представителей США от 13-го избирательного округа штата Флорида (с 2017 года).

## Биография

### Ранние годы и образование
Чарли Крист родился в Алтуне, штат Пенсильвания в семье Чарльза Джозефа Криста-старшего, врача греческого происхождения, и Нэнси (в девичестве Ли), ирландско-шотландского происхождения. В детстве Крист переехал в Сент-Питерсберг, Флорида, где в 1974 году окончил школу. Он является вторым из четырёх детей и имеет трёх сестер: Маргарет Крист Вуд, Элизабет Крист Хайден и Екатерину Крист Кеннеди. В 1974—1976 годах Крист учился в Уэйк-Форестском университете, где играл на позиции защитника за футбольную команду Demon Deacons. В 1978 году он получил степень бакалавра в Университете штата Флорида, где был избран вице-президентом студенчества и был членом братства Pi Kappa Alpha. В 1981 году Крист получил степень доктора права в юридической школе Сэмфордского университета.
Крист с третьей попытки сдал экзамен на право заниматься адвокатской практикой, после чего работал главным юрисконсультом в штаб-квартире Низшей бейсбольной лиги в Сент-Питерсберге. В 1986 году он баллотировался в Сенат Флориды от округа Пинелас. После проигрыша во втором туре голосования Крист занялся частной юридической практикой.

### Политическая карьера
В 1992 году Крист был избран в Сенат штата Флорида от Сент-Питерсберга, победив действующего сенатора-демократа Хелену Гордон Дэвис из Тампы. В качестве председателя сенатского комитета по этике и избирательной комиссии, Крист проводил расследование действий тогдашнего губернатора Лоутона Чайлза в связи с обвинениями в «убеждающих опросах» пожилых избирателей перед выборами 1994 года. В итоге Чайлз выступил перед комитетом и признался, что такие звонки имели место. Крист поддержал повышение заработной платы учителей и выступал за принятие закона, согласно которому заключённые могли получить право на условно-досрочное освобождение, отбыв не менее 85 % срока.
В 1998 году Крист баллотировался в Сенат США, но проиграл выборы действующему сенатору-демократу Бобу Грэму (37,53 % и 62,47 % голосов соответственно). В 2001—2003 годах он был комиссаром образования штата Флорида. В 2003—2007 годах Крист был генеральным прокурором штата.
В 2006 году Крист был избран губернатором штата Флорида, но в 2010 году не стал переизбираться на следующий срок, решив выдвинуть свою кандидатуру в Сенат США. Он начал предвыборную гонку в качестве кандидата от Республиканской партии, однако 13 мая 2010 года официально объявил, что становится независимым кандидатом. Крист в конечном счёте проиграл выборы более консервативному кандидату-республиканцу Марко Рубио. Крист набрал 30 %, Рубио — 49 %, а демократ Кендрик Мик — 20 % голосов.
После этого поражения Крист перешёл в Демократическую партию, в 2012 году поддержал президентскую предвыборную кампанию Барака Обамы, а в 2015 году даже объявил о намерении баллотироваться в Конгресс от демократов.
После ухода с поста губернатора Крист работает в юридической фирме Morgan and Morgan в Тампе. Кроме того, он время от времени читает лекции в юридическом колледже Стетсонского университета.
В 2016 году в качестве кандидата Демократической партии избран в Палату представителей и с 2017 года представляет в ней 13-й избирательный округ Флориды. В 2018 году переизбран с результатом 57,6 %.

### Политические позиции
Крист поддерживает смертную казнь и право на ношение оружия. Его позиции по вопросам абортов не ясны.
Крист поддерживает запрет на однополые браки в штате Флорида и усыновление детей однополыми парами, утверждая, что «традиционная семья обеспечивает наилучшие условия для детей».
В отличие от других республиканцев, Крист является активным сторонником защиты окружающей среды, важной для штата Флорида. Он объявил о своих планах ввести строгие стандарты загрязнения воздуха в штате с целью сокращения к 2050 году выбросов парниковых газов на 80 % от уровня 1990 года.
Во время губернаторской кампании Крист выступал против бурения нефтяных скважин в море, однако изменил свою позицию в июне 2008 года, когда цена на нефть достигла своего пика.
18 декабря 2019 года проголосовал в Палате представителей за импичмент президента Трампа.

### Личная жизнь

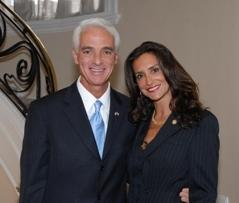
Чарли Крист с женой Кэрол Роум

В июле 1979 года Крист женился на Аманде Морроу, но менее чем через год они развелись. 3 июля 2008 года, после 9 месяцев знакомства, он обручился с Кэрол Роум, а 12 декабря 2008 года они поженились.
В апреле 2011 года, в ответ на поданный иск, Крист извинился за использование без разрешения песни Дэвида Бирна «Дорога в никуда» (англ. Road to Nowhere) во время предвыборной кампании в Сенат США.